# Macrodontia crenata
Macrodontia crenata là một loài bọ cánh cứng trong họ Cerambycidae.